# Коминии
Коминиите (на латински: Gens Cominia) са плебейски род в Древен Рим, с мъжкото име Коминий (Cominius). Фамилията има когномен Понтии.

## Известни
- Постум Коминий Аврунк, консул 501 и 493 пр.н.е., единствения патриций от рода
- Коминий (трибун), военен трибун
- Луций Коминий, военен трибун при диктатор Луций Папирий Курсор 325 пр.н.е.
- Луций Коминий (трибун 312 пр.н.е.), народен трибун 312 пр.н.е.
- Коминий, командир на кавалерия при Тиберий Гракх в Испания 178 пр.н.е.
- Секст Коминий
- Публий Коминий, 66 пр.н.е. съди Гай Корнелий (трибун 67 пр.н.е.)
- Луций Коминий (или Гай Коминий)
- Квинт Коминий, пратен при Юлий Цезар (47 пр.н.е.)
- Луций Коминий Педарий
- Публий Коминий, (24 г.)
- Понтий Коминий, римски военен
- Марк Коминий Секунд, суфектконсул 151 г.